# Armstrong Siddeley Tiger
Armstrong Siddeley Tiger byl letecký motor vyvíjený od roku 1932. Byl to zážehový vzduchem chlazený přeplňovaný dvouhvězdicový čtrnáctiválcový motor.
U verze Tiger VIII byl roku 1936 použit, patrně vůbec poprvé na sériově vyráběném motoru, dvourychlostní převod pohonu kompresoru.
Tento typ motoru poháněl mj. letouny Armstrong Whitworth A.W.38 Whitley, Armstrong Whitworth G.4/31, Armstrong Whitworth A.W.23, Armstrong Whitworth A.W.27 Ensign, Avro 654, Blackburn Ripon, Blackburn Shark, Blackburn G.4/31, Fairey G.4/31, Handley Page H.P.51 či Short S.8 Calcutta. V ČSR byl tento motor použit k pohonu prototypu Letov Š-431.

## Technická data (860hp Tiger VIII)
- Typ: čtyřdobý zážehový vzduchem chlazený dvouhvězdicový letecký čtrnáctiválec, vybavený dvourychlostním odstředivým kompresorem a reduktorem
- Vrtání válce: 5,50 in (139,7 mm)
- Zdvih pístu: 6,00 in (152,4 mm)
- Celková plocha pístů: 2145,9 cm²
- Zdvihový objem motoru: 1995,7 cu.in. (32 703 cm³)
- Kompresní poměr: 6,2
- Průměr motoru: 1290 mm
- Rozvod: OHV (řízený vačkovým kotoučem), dvouventilový (s jedním sacím a jedním výfukovým ventilem na válec)
- Převod reduktoru: 1,684
- Mazání: tlakové, se suchou klikovou skříní
- Předepsané palivo: etylizovaný letecký benzín s oktanovým číslem 87, podle britské normy DTD 230
- Hmotnost suchého motoru (tj. bez provozních náplní): 587 kg
- Výkony:
  - vzletový: 860 hp (641 kW) při 2450 ot/min
  - maximální (1. převod kompresoru): 840 hp (626 kW) při 2450 ot/min ve výšce 1905 m
  - maximální (2. převod kompresoru): 810 hp (604 kW) při 2450 ot/min ve výšce 3886 m